# Сарзеду (Ковильян)
Сарзеду (порт. Sarzedo) — район (фрегезия) в Португалии, входит в округ Каштелу-Бранку. Является составной частью муниципалитета Ковильян. По старому административному делению входил в провинцию Бейра-Байша. Входит в экономико-статистический субрегион Кова-да-Бейра, который входит в Центральный регион. Население составляет 175 человек на 2001 год. Занимает площадь 11,10 км².
Покровителем района считается Дева Мария (порт. Nossa Senhora da Conceição).